# Акоевы
Ако́евы (осет. Акъотæ) — дигорская фамилия.

## Происхождение фамилии
По словам старших первопредка фамилии звали Ако, при этом указывают что он был близким родственником Бадела — основателя влиятельного княжеского рода Дигории. Так в одном из вариантов предания Бадел со своим старшим братом Ако в XVII веке вышли из Грузии через Дагестан и дошли до Горной Осетии. Несколько месяцев они бродили в поисках безопасного места и таким образом добрались до Тапан Дигории. Некоторое время они вместе жили в селении Махческ, но потом Ако решил перебраться в соседнее село Задалеск. Здесь умножилось его потомство и так прожив здесь несколько веков они стали переселяться на равнину, Акоевы считаются одними из первопоселенцев дигорского селения Христиановское.

## Генеалогия

### Генеалогическое древо
- Ако 
Бузар 
Махомет
  - Жанбулат
    -  Булат
      - Али
        - Деко
          -  Дзабо, Хатакшуко

        - Тассо
          -  Дзаге, Батрас, Азамат, Мурзабек

        -  Кесеу
          -  Айтек, Куцук, Генар, Бекмурза, Курман, Асламурза, Иналук

      -  Бацай
        - Бузу
          -  Гетагаз, Айдаруко, Дзапо

        - Геги
          -  Мансур, Маргус, Наурус

        -  Хамаза
          -  Иналук, Курман, Саулох

  -  Дотта
    -  Бацы
      -  Ураз
        - Туга
          -  Сабан

        -  Гуйман
          -  Хазби, Ханби, Абисал

### Генетическая генеалогия
G2a
243083 — G2a2b2a1a2a (L1264+, L1265+, L1268+)
R1b
410591 — Акоев Георгий — R1b1a2a2c1 (Z2105+, CTS9219+, Y5586+)
23andMe — R1b # U1a1

## Известные представители

### Деятели
- Василий Денгизович Акоев (1928—2003) — первый секретарь Ирафского и Дигорского райкомов КПСС.

### Искусство
- Владимир Аккоевич Акоев (1955) — кинорежиссёр документальных фильмов, продюсер худ. фильма «Легенда горы Тбау».

### Наука
- Инал Георгиевич Акоев (1929) — доктор биологических наук, главный научный сотрудник Института биологической физики РАН.

### Спорт
- Алан Валерьевич Акоев (1980) — мастер спорта международного класса по тхэквондо, чемпион России.
- Артур Владимирович Акоев (1966) — тяжелоатлет, заслуженный мастер спорта СССР, чемпион мира и Европы.
- Владимир Петрович Акоев (1930—1997) — заслуженный тренер СССР по тяжёлой атлетике.